# Château d'École
Le château d'École (aussi dénommé château du Saint-Esprit) est un château du XVIe siècle, protégé des monuments historiques, situé sur la commune d'École-Valentin, dans le département français du Doubs.

## Histoire
Le château est construit entre 1557 et 1559 par le commandeur de l'ordre des Hospitaliers du Saint-Esprit. Il servait de château d'apparat, de lieu de chapitre et gérait les nombreuses fermes des hôpitaux sous sa dépendance sur les terres d’École et de Valentin entre autres.
Le château fait l’objet d’une inscription au titre des monuments historiques depuis le 31 décembre 1980.

## Architecture et décorations
Le château est remarquable pour divers éléments architecturaux : façade Renaissance, latrines à double étage en demi-tour ronde, escalier à vis (viorbe) dans la tour carrée, cheminées monumentales, plafonds à la française, etc.